# Eugoa
Eugoa is een geslacht van vlinders van de familie spinneruilen (Erebidae).

## Soorten
- E. aequalis Walker, 1857
- E. africana Hampson, 1900
- E. arcuata Hampson, 1918
- E. arida van Eecke, 1920
- E. bilineata Hampson, 1901
- E. bipuncta Heylaerts, 1891
- E. bipunctata Walker, 1862
- E. brunnea Hampson, 1914
- E. conflua Bethune-Baker, 1904
- E. corniculata Kühne, 2007
- E. coronaria Kühne, 2007
- E. costiplaga Holland, 1893
- E. crassa Walker, 1862
- E. dissozona Meyrick, 1889
- E. eeckei Strand, 1922
- E. erkunin Pagenstecher, 1885
- E. euryphaea Hampson, 1914
- E. fasciata Rothschild, 1913
- E. fascirrorata Rothschild, 1913
- E. gemina Hampson, 1914
- E. grisea Butler, 1877
- E. humerana Walker, 1863
- E. immunda Swinhoe, 1903
- E. incerta Roepke, 1946

- E. mindanensis Wileman & West, 1928
- E. obscura Hampson, 1900
- E. perfasciata Rothschild, 1913
- E. pulverosa Reich, 1937
- E. quadriplagiata Rothschild, 1916
- E. sexpuncta Hampson, 1911
- E. sinuata Wileman, 1914
- E. sordida Rothschild, 1913
- E. taeniata Fixsen, 1887
- E. tineoides Walker, 1862
- E. transfasciata Rothschild, 1912
- E. tricolora Bethune-Baker, 1904
- E. tropicalis Holland, 1893
- E. turbida Walker, 1862
- E. vagigutta Walker, 1862
- E. vasta van Eecke, 1920
- E. winneba Kühne, 2007